# Arctia abdominalis
Arctia abdominalis là một loài bướm đêm thuộc phân họ Arctiinae, họ Erebidae.